# Babie
Babie este o comună slovacă, aflată în districtul Vranov nad Topľou din regiunea Prešov. Localitatea se află la altitudinea de 217 m deasupra n.m., se întinde pe o suprafață de 8 km2 și în 2017 număra 232 de locuitori.

## Istoric
Localitatea Babie este atestată documentar din 1330.

## Demografie
| An:                | 1994 | 2004    | 2014   | 2024   |
| ------------------ | ---- | ------- | ------ | ------ |
| Număr de persoane: | 234  | 261     | 241    | 238    |
| Diferență:         |      | +11,53% | −7,66% | −1,24% |

| An:                | 2023 | 2024   |
| ------------------ | ---- | ------ |
| Număr de persoane: | 239  | 238    |
| Diferență:         |      | −0,41% |